# Célestin Bourragué
Pour les articles homonymes, voir Bourragué.
Célestin Jean Léon Bourragué (Brassac, 22 novembre 1886 - Paris, 21 mars 1955) est un officier de marine français. 

## Biographie
Fils d'un inspecteur de l'école primaire, il entre à l'École navale en octobre 1902 et en sort aspirant de 1re classe en octobre 1905. Il effectue alors sa première campagne en Extrême-Orient en octobre 1905 sur le Dupetit-Thouars puis le D'Entrecasteaux avant d'être promu enseigne de vaisseau en octobre 1907. Il est officier de manœuvre du contre-torpilleur Cassini en mars 1908 lors des opérations sur les côtes du Maroc en 1908-1909. 
En octobre 1909, officier élève, il entre à l’École des torpilles à Toulon sur le croiseur  Amiral Cécille. Il en sort breveté torpilleur avec félicitations du ministre. Il embarque alors sur le cuirassé Charles Martel en septembre 1910 où il est affecté  au service des torpilles et de l'électricité. 
Officier en second du sous-marin Faraday à Rochefort, sa traversée Rochefort-Toulon de septembre lui vaut un témoignage de satisfaction. Il est ensuite affecté à la 2e escadrilles de sous-marins à Bizerte et est chargé en mai 1914 des transmissions par radiotélégraphie sur le cuirassé Vérité. Il participe alors aux premières opérations aux Dardanelles (automne). 
Promu lieutenant de vaisseau en mars 1916, aide de camp de l'amiral Fatou, commandant supérieur des flottilles de patrouilles de Méditerranée, officier radiotélegraphiste, il participe très activement aux opérations d'évacuation de l'armée serbe et commande en avril 1917, le du chalutier Richelieu et une division de patrouilleurs qui lui valent en septembre un nouveau témoignage de satisfaction et une citation pour avoir sauvé et ramené au port le vapeur torpillé Saint-Joseph malgré quatre attaques sous-marines sur quarante-six heures de remorquage. 
A l'Etat-major général en mars 1918 dans la section des communications, il est chargé de l'équipement radio des navires de commerce. En 1920, officier d'ordonnance du ministre, il commande le torpilleur Matelot Leblanc (avril 1921). Il est promu capitaine de corvette en août 1922. Il est professeur  du cours d'état-major à l’École de guerre et au Centre des hautes études navales. 
Capitaine de frégate (novembre 1925), commandant du torpilleur d'escadre  Mars (décembre 1927) puis de la 7e escadrille de torpilleurs (1928) et de la 3e section de l’État-major général (mai 1929), il est promu capitaine de vaisseau en mai 1931 et commande en septembre 1933 le croiseur lourd Dupleix en Méditerranée. 
Chef d'état-major de la 1re escadre sur le croiseur Algérie (octobre 1935), En juillet 1936, il est nommé secrétaire du Conseil supérieur de la marine et chef de la section d'études des armements navals à l’État-major général. 
Contre-amiral (janvier 1937), sous-chef d'état-major général (juillet 1938), il participe en août 1939 comme commandant de la 4e division de croiseurs sur le Georges-Leygues en escadre de l'Atlantique aux opérations de la Force de Raid de l'hiver 1939-1940. 
Commandant de la force Y (août 1940) comportant trois croiseurs et trois contre-torpilleurs, il prend part aux combats de Dakar (septembre) sous les ordres de l'amiral Émile Lacroix et parvient à y éviter tout engagement avec l'escadre britannique qui le surveillait. 
En novembre 1940, il préside le Comité de coordination des télécommunications impériales. Vice-amiral (mars 1941), chef d'état-major de la Défense nationale (octobre), directeur des services de l'armistice (avril 1942) et de nouveau président du Comité des télécommunications impériales (avril 1943), il entre en novembre 1945 dans la 2e section de l’État-major général (novembre 1945) et préside l'association des anciens élèves de l’école navale.  
Il meurt à Paris le 21 mars 1955.

## Récompenses et distinctions
- Chevalier (29 janvier 1918), officier (12 janvier 1929), commandeur (24 décembre 1937) puis grand officier de la Légion d'honneur (10 mai 1950).